# Oberliga
La Oberliga es la quinta categoría del fútbol en Alemania. En la jerarquía se encuentra debajo de la Regionalliga y encima de la Landesliga. Antes de la introducción de la Dritte Bundesliga en 2008 era la 4.ª categoría alemana. 
El término Oberliga fue utilizado antes del nacimiento del sistema de las Gauliga en 1933, y de nuevo entre el final de la Segunda Guerra Mundial y la creación de la Bundesliga en 1963 para las primeras divisiones en Alemania. Entre 1978 y 1994 se utilizó el término Amateur-Oberliga para las ligas de tercer nivel, que en aquel entonces era el más alto nivel para jugadores aficionados en el país. El actual uso de Oberliga fue introducido en 1994. En la Alemania Oriental tuvo lugar entre 1948 y 1990 una liga paralela y su primera división era conocida como DDR Oberliga.
Desde la temporada 2012-13 la Oberliga comprende doce zonas distribuidas por situación geográfica: NOFV-Oberliga (Norte y Sur) - Schleswig-Holstein-Liga - Oberliga Hamburg - Bremen-Liga - Niedersachsenliga - Oberliga Westfalen - Oberliga Niederrhein - Oberliga Mittelrhein - Hessenliga - Oberliga Rheinland-Pfalz/Saar - Oberliga Baden-Württemberg - Bayernliga (Norte y Sur).

## Historia

### Antecedentes de laOberliga(1945-63)
Con el fin de la Segunda Guerra Mundial el Campeonato Alemán de fútbol sufrió una nueva reestructuración. Las hasta entonces Gauligen (vigentes desde 1933 con el Tercer Reich), fueron reemplazadas por las Oberligen por los diferentes ejércitos internacionales de ocupación. Seguía sin embargo con la misma fórmula de campeonatos de primera categoría divididos por zonas en los que los mejor clasificados se enfrentaban después por el título de campeón absoluto de Alemania. Estuvieron vigentes hasta la creación de la Bundesliga en 1963, siendo cinco:
- Oberliga Berlin
- Oberliga Nord
- Oberliga West
- Oberliga Südwest
- Oberliga Süd

Según un criterio ideado por la Federación Alemana en octubre de 1962 y tomándose en cuenta las últimas 12 temporadas, los 16 mejores equipos globales de las cinco divisiones formarían parte de la nueva primera categoría conjunta o Bundesliga, pasando el resto a una segunda categoría o Zweite Bundesliga.

## Participantes 2012/13

### Oberliga Nordeste

#### NOFV-Norte
FSV Union Fürstenwalde - FC Viktoria 1889 Berlin - Dynamo de Berlín - FSV 63 Luckenwalde - VSG Altglienicke - Lichterfelder FC - FC Pommern Greifswald - RSV Waltersdorf - SV Altlüdersdorf – SV Lichtenberg - Hansa Rostock II - Brandenburger SC Süd 05 - 1. FC Neubrandenburg 04 - FC Anker Wismar - Malchower SV - SV Waren 09

#### NOFV-Sur
FSV Wacker Nordhausen - Hallescher FC II - SSV Markranstädt - VfL Halle 96 - FSV Budissa Bautzen - Heidenauer SV - Dinamo Dresde II - FC Grün-Weiß Piesteritz - Chemnitzer FC II - FC Rot-Weiß Erfurt II - FC Enheit Rudolstadt - VfB Fortuna Chemnitz - FC Carl Zeiss Jena II - FSV Wacker 03 Gotha - FC Erzgebirge Aue II - SG Blau-Gelb Laubsdorf

### Liga de Renania del Norte-Westfalia
Alemannia Aachen II – SV Bergisch Gladbach 09 – MSV Duisburg II – SpVgg Erkenschwick – Rot-Weiss Essen – Schwarz-Weiß Essen – Westfalia Herne – VfB Homberg – VfB Hüls – 1. FC Kleve – SC Fortuna Colonia – SV Westfalia Rhynern – SV Schermbeck – Sportfreunde Siegen – VfB Speldorf – SSVg. Velbert – FC Wegberg-Beeck – TSV Germania Windeck

### Oberliga Rin Medio
SC Brühl – FC Viktoria Arnoldsweiler – TsC Euskirchen – SF Troisdorf – Hilal Maroc Bergheim – FC Hürth – Germania Windeck – Alemannia Aachen II – FC Wegberg-Beeck – SG Colonia-Worringen – Borussia Freialdenhoven – FC Hennef 05 – VfL Alfter – SpVg Wesseling-Urfeld – SC Germania Erftstadt-Lechenich – TsV Hertha Walheim

### Oberliga de Hesse
FV Jügesheim - KSV Baunatal – FSV 1926 Fernwald - TSV Eintracht Stadtallendorf - SV Wehen Wiesbaden II - Rot-Weiß Hadamar – SC Viktoria Griesheim – OSC Vellmar - FSV Braunfels - FSC Lohfelden - Kickers Offenbach II - SC Waldgirmes - Hünfelder SV - SV Buchonia Flieden – FC Viktoria 09 Urberach - Rot-Weiß Darmstadt - 1. FCA Darmstadt – FC 1931 Eddersheim

### Oberliga de Baden-Wurtemberg
FC-Astoria Walldorf - SpVgg Neckarelz - SGV Freiberg - VfR Mannheim - Bahlinger SC – FC Nöttingen - SSV Reutlingen - FSV Hollenbach - TSG Balingen – TSV Grunbach - FC 08 Villingen - FSV 08 Bissingen – Kehler FV - SV Spielberg – Stuttgarter Kickers II - Offenburger FV – Karlsruher SC II – FC Singen 04

### Liga de Baviera

#### Liga de Baviera-Sur
SV Wacker Burghausen II - SV Schalding-Heining - SpVgg Landshut - SpVgg Unterhaching II - SSV Jahn Regensburg II - TSV 1860 Rosenheim - FC Unterföhring - VfB Eichstätt - BC Aichach - TSV Schwabmünchen - 1. FC Sonthofen - BCF Wolfratshausen - FC Affing - SpVgg Hankofen-Hailing - SpVgg Grun Weiss Deggendorf - TSV Kottern - TSV Aindling - SC Fürstenfeldbruck - TSV Gersthofen

#### Liga de Baviera-Norte
1. FC Schweinfurt 05 - SpVgg Jahn Forchheim - FC Amberg - TSV Großbardorf - Würzburger FV - SpVgg Bayreuth - SV Alemannia Haibach - DjK Ammerthal - TSV Aubstadt - SV Memmelsdorf - DJK Bamberg – 1. FC Sand - FSV Erlangen-Bruck – AsV Hollfeld - ASV Neumarkt - 1. FC Trogen - SpVgg Selbitz – TSK Kleinrinderfeld

### Oberliga de Baja Sajonia
Eintracht Braunschweig II - FC Hansa Lüneburg - USI Lupo Martini - Germania Egestorf-Langreder - SV Drochtersen-Assel - SSV Jeddeloh - Geismar Göttingen 05 - TuS Heeslingen - SV Holthausen-Biene - VfL Osnabrück II - TSV Ottersberg - Rotenburger SV - SC Langenhagen - VfL Bückeburg - TuS Celle FC - VfV Borussia 06 Hildesheim

### Oberliga de Renania-Palatinado y Sarre
SVN Zweibrücken - SC Hauenstein 1919 - FSV Salmrohr - SG 06 Betzdorf - VfB Borussia Neunkirchen - 1. FC Saarbrücken II - FK Pirmasens - SV Röchling Völklingen - FC Arminia Ludwigshafen - SV 07 Elvesberg II - SV Maguncia Gonsenheim - TSG Pfeddersheim - TuS Mechtersheim - SpVgg Wirges - SV Roßbach/Verscheid - SV Mehring - SC Halberg Brebach - Sportfreunde Köllerbach

### Oberliga de Hamburgo
FC Elmshorn - TSV Buchholz 08 - Eintracht Norderstedt - SV Curslack-Neuengamme - Germania Schnelsen - Altona 93 – SV Halstenbek-Rellingen - SC Condor Hamburg - SV Rugenbergen - Niendorfer TSV - VfL Pinneberg - Bramfelder SV - Meiendorfer SV - SC Vier und Marschlande - USC Paloma Hamburg - HSV Barmbek-Uhlenhorst – SV Lurup 23 - ASV Bergedorf 85

### Oberliga de Westfalia
TuS Erndtebrück - SG Wattenscheid 09 - SV Lippstadt 08 - Arminia Bielefeld II - SpVgg Erkenschwick - SV Westfalia Rhynern – TsG Sprockhövel - Rot Weiss Ahlen - TuS Ennepetal - SC Roland Beckum - SC Westfalia Herne - TuS Heven 09 - SV Schermbeck - TuS Dornberg - FC Gütersloh - Hammer SpVg – SuS Neuenkirchen - 1. FC Gievenbeck

### Liga de Schleswig-Holstein
Holstein Kiel II - SV Eichede - TSV Kropp - Flensburg 08 - SV Todesfelde - SSC Hagen Ahrensburg - VfB Lübeck II - Preetzer TSV - Heikendorfer SV - NTSV Strand 08 - FC Dornbreite Lübeck - TSV Altenholz - TuRa Meldorf - TuS Hartenholm - Heider SV - SV Henstedt-Ulzburg - Schleswig 06 – FC Sylt

### Liga de Bremen
Werder Bremen III - Bremer SV – Blumenthaler SV – SG Aumund-Vegesack – Brinkumer SV - FC Union Bremen - OSC Bremerhaven - SC Sparta Bremerhaven - TuS Schwachhausen - KSV Vatan Sport - Habenhauser FV - SV Türkspor Bremen-Nord – 1. FC Burg – TSV Osterholz-Tenever - SC Lehe-Spaden - TSV Wulsdorf